# ŠNK Banovac Glina
NK Banovac je nogometni klub iz Gline. Raniji naziv (do 1995. godine) je bio NK Banija.
Trenutačno se natječe u 1. ŽNL Sisačko-moslavačkoj.

## Povijest

### Period do 2. svjetskog rata
Prvu utakmicu klub iz Gline odigrao je 12. kolovoza 1913. godine, kada neimenovani dopisnik iz Gline javlja da je domaći Banovac ugostio Odjel Hrvatskog sokola iz Siska i izgubio utakmicu rezultatom 4:1. Pretvaranje Ferijalnog u stalni klub spriječio je, nažalost, Prvi svjetski rat. Nakon 1. svjetskog rata klub se obnavlja 1920. godine, sada pod novim imenom - Glinski športski klub (GŠK). Prva zapisana utakmica novog kluba odigrana je u Petrinji, gdje je domaći NK Slaven Petrinja pobijedio goste iz Gline 2:1. Glinska općina klubu dodjeljuje zemljište zvano Oberstarija koje će se preurediti u nogometno igralište i svečano otvoriti u proljeće 1939. kada gostuje slavni zagrebački HAŠK pobjedom nad Glinjanima 4:2.

### Nakon 2. svjetskog rata
Poslije 2. svjetskog rata klub obnavlja svoje djelovanje pod imenom NK Banovac i uglavnom se natječe u ligama Sisačkog i Karlovačkog nogometnog podsaveza bez većeg uspjeha. Zbog financijskih problema ugašen je 1968 godine. Zahvaljujući nogometnim entuzijastima iz Gline klub nastavlja svoje djelovanje već godinu dana kasnije, 1969. godine, ali sada pod imenom NK Banija i tada počinje veliki uspon nogometa u Glini. Za nekoliko sezona klub munjevito napreduje kroz nekoliko rangova natjecanja osvajajući titule u "Podsavezu Sisak", da bi 1973. godine došao do svojih najvećih uspjeha. Te godine "NK Banija" ulazi u "Zagrebacku nogometnu zonu", tadašnju 3. ligu bivše Jugoslavije godine pobjedom u kvalifikacijama nad NK Kemičarom iz Zagreba (1:1 i 4:0) u dvije utakmice koje su odigrane na igralištu "Obarstarija" u Glini i pomoćnom terenu stadiona NK Dinamo Zagreb, čuvenom "Hitrec Kacijanu". Iste godine ostvaren je i povijesni nastup u "Kupu Maršala Tita" tj "Kupu Jugoslavije", gdje su crveno-plavi iz Gline u prvom kolu kupa odigrali nerješeno s tada izuzetno jakim prvoligašem "NK Zagreb" (0:0). Najistaknutiji igrači te generacije bili su Milan Horvatić, Bato Popović, Vukašin Roknić, Milan Klobučar, Čedomir Vukmirović, Željko Pađen, Mićan Slijepčević, Milan Mrkalj, Živko Suzić, Mišo Davidović. "Pjesnici iz Zagreba" su na kraju ipak bili uspješniji i pobijedili tadašnju NK Baniju poslije boljeg izvođenja jedanaesteraca. Klub se u "Zagrebačkoj zoni" zadržao nekoliko sezona da bi potom ispao u ligu "Sisačkog podsaveza". U periodu od 1978. do 1983. godine u Glini djeluju dva nogometna kluba, "NK Banija" za koju su tada igrali uglavnom profesionalni igrači dovedeni sa strane i "NK Banovac" koju su osnovali bivši nogometaši "NK Banije" nezadovoljni dovođenjem igrača sa strane, a zapostavljanjem domaćih nogometaša. Iako se ova dva kluba nikad nisu srela u službenoj utakmici između njh je vladao veliki rivalitet, a bili su podjednako uspješni tih godina. NK Banovac je osvojio prvenstvo "Karlovačkog" podsaveza u kome se natjecao, dok je NK Banija u sezoni 1980./81. ostvarila plasman u "Zagrebačku nogometnu regiju" čime je ponovila uspjeh generacije iz 1973. godine. Već naredne sezone (1981./82.) klub iz Gline zauzima u tom natjecanju 2. mjesto iza čakovečke Sloge, a ispred bivših i sadašnjih hrvatskih prvoligaša: Segeste, Karlovca, MTČ-a Čakovec, Slavena iz Koprivnice, Jugokeramike (današnji Inter) iz Zaprešića, Trešnjevke i Radnika iz Velike Gorice. Taj plasman omogućio je kvalifikacije za ulazak u jedinstvenu "Hrvatsku nogometnu ligu" u kojima gubi od Splita predvođenog legendarnim Jozom Bogdanovićem, poslije igračem Dinama i Hajduka, rezultatom 2:0. Nakon ispadanja iz "Zagrebačke nogometne regije" u Glini ponovo postoji samo jedan klub, jer se "NK Banovac" gasi i spaja s "NK Banijom".

### U Republici Hrvatskoj
U novijoj povijesti "ŠNK Banovac" se uglavnom natjecao u 1. ŽNL Sisačko-Moslavačke županije, ali je dva puta uspio ostvariti ulaz u Međužupanijsku nogometnu ligu – središte Zagreb, ligu četvrtog stupnja u hrvatskom nogometu.